# Juan Manuel Cernadas
Juan Manuel Cernadas (Guatemala, 30 de junio de 1942 - 1989) fue un poeta, ensayista y novelista, importante exponente del simbolismo en su país.
Fue profesor de la Universidad de San Carlos de Guatemala hasta 1989, cuando fallece en un accidente de tráfico. Llevó una vida azarosa y solitaria, y su obra es una inquietante exposición de su drama íntimo: la angustia ante el misterio de la vida y la muerte y la búsqueda de Dios. Entre sus obras están Intimidad (1960), Ringorrango (1964), Vigilante del Ragnarok (1974), Veneno (1982), Lluvia Infernal (1984).
- Datos: Q5950951